# Emden (Illinois)
Emden es una villa ubicada en el condado de Logan en el estado estadounidense de Illinois. En el Censo de 2010 tenía una población de 485 habitantes y una densidad poblacional de 800,25 personas por km².

## Geografía
Emden se encuentra ubicada en las coordenadas 40°17′54″N 89°29′6″O / 40.29833, -89.48500. Según la Oficina del Censo de los Estados Unidos, Emden tiene una superficie total de 0.61 km², de la cual 0.61 km² corresponden a tierra firme y (0%) 0 km² es agua.

## Demografía
Según el censo de 2010, había 485 personas residiendo en Emden. La densidad de población era de 800,25 hab./km². De los 485 habitantes, Emden estaba compuesto por el 99.18% blancos, el 0.21% eran afroamericanos, el 0% eran amerindios, el 0.21% eran asiáticos, el 0% eran isleños del Pacífico, el 0% eran de otras razas y el 0.41% pertenecían a dos o más razas. Del total de la población el 1.24% eran hispanos o latinos de cualquier raza.